# Stéphane Cabel
Pour les articles homonymes, voir Cabel.
Stéphane Cabel est un scénariste français, occasionnellement acteur.

## Filmographie

### Cinéma

#### Scénariste
- 1999 : Un pur moment de rock'n roll
- 2001 : Le Pacte des loups de Christophe Gans
- 2006 : Le Concile de Pierre de Guillaume Nicloux
- 2009 : Mensch
- 2009 : La Sainte Victoire de François Favrat
- 2010 : L'Homme qui voulait vivre sa vie d'Éric Lartigau
- 2014 : L'Enquête de  Vincent Garenq (avec Vincent Garenq)
- 2022 : L'Astronaute de Nicolas Giraud

#### Acteur
- 2002 : Irène d'Ivan Calbérac
- 2003 : Brocéliande de Doug Headline

### Télévision

#### Scénariste
- 2002 : Vertiges (1 épisode)

## Distinctions

### Nominations
- Saturn Award : Saturn Award du meilleur scénario 2002 : Le Pacte des loups
- 2016 : César de la meilleure adaptation pour L'Enquête